# Лонга (район)
Лонга (порт. Longa) — район (фрегезия) в Португалии, входит в округ Визеу. Является составной частью муниципалитета Табуасу. По старому административному делению входил в провинцию Траз-уж-Монтиш и Алту-Дору. Входит в экономико-статистический субрегион Доуру, который входит в Северный регион. Население составляет 357 человек на 2001 год. Занимает площадь 7,26 км².
Покровителем района считается Сан-Пелажиу (порт. São Pelágio).